# Schizidium golovatchi
Schizidium golovatchi är en kräftdjursart som beskrevs av Helmut Schmalfuss 1988. Schizidium golovatchi ingår i släktet Schizidium och familjen klotgråsuggor. Inga underarter finns listade i Catalogue of Life.